# Kevin Eubanks
Kevin Eubanks, né le 15 novembre 1957 à Philadelphie, dans l'état de la  Pennsylvanie (États-Unis), est un compositeur et guitariste de jazz américain,  connu du public américain pour sa participation à l'émission de télévision The Tonight Show de Jay Leno sur NBC de 1995 à 2010 en tant que chef d'orchestre. 

## Biographie

### Jeunesse et formation
Kevin Tyrone Eubanks est né le 15 novembre 1957 à Philadelphie, dans l'état de la  Pennsylvanie (États-Unis). Il est le fils de Vera Bryant Eubanks et de  William Eubanks, un officier de police. Sa famille est composée de musiciens. Sa mère, Vera Eubanks, est une professeure de piano, pianiste et organiste de musique classique et de gospel. Ses oncles sont musiciens de jazz : Ray Bryant (pianiste) et Tommy Bryant (contrebassiste). Son frère aîné, Robin Eubanks, est tromboniste de jazz, et son benjamin Duane Eubanks est trompettiste. Deux de ses cousins sont également musiciens de jazz, David Eubanks (contrebassiste) et Kevin Eubanks (pianiste),,.
Kevin Eubanks étudie le piano et le violon à la Settlement Music School (en) de Philadelphie. Après avoir assisté à un concert de James Brown à l'Uptown Theater (Philadelphia) (en), il décide qu'il deviendra guitariste, c'est ainsi qu'il qu'il étudie la guitare-jazz avec Ted Dunbar (en), professeur à l'Université Rutgers du New Jersey. 
En 1976, après avoir fini ses études secondaires à la Germantown High School de Philadelphie, il est accepté au Berklee College of Music de Boston dans le Massachusetts où il obtient son baccalauréat universitaire (licence) en 1979.

### Carrière
Il s'installe à New York pour faire ses débuts de musicien professionnel. Il y joue avec des stars du jazz comme Art Blakey pour une tournée européenne en 1979, il travaille avec les combos de Roy Haynes et de Slide Hampton dans des clubs de jazz new-yorkais en 1980, au sein de la formation de Sam Rivers, en 1982 et il accompagne Michael Gibbs pour une tournée au Royaume-Uni. Comme son frère Robin, il enregistre avec le bassiste Dave Holland. Parallèlement, il forme son propre quartet en 1983 qui jouera en Jordanie, au Pakistan et en Inde lors d'une tournée soutenue par le Département d'État des États-Unis.
Son premier album en tant que leader, Guitarist, paraît sous le label Elektra Records en 1982, il est alors âgé de 25 ans. Vient ensuite un contrat de sept albums avec GRP Records et quatre autres avec Blue Note Records. Kevin apparaît dans une centaine de disques. En 2001, il fonde son propre label, "InSoul Music", avec lequel il enregistre six albums.
En 1992, Branford Marsalis est choisi comme chef d'orchestre par Jay Leno lorsqu'il prend la suite de Johnny Carson pour animer le Tonight Show de la NBC. B. Marsalis intègre Kevin Eubanks à l'orchestre comme guitariste, puis à la suite du départ de Marsalis, Kevin Eubanks prend la relève en tant que chef d'orchestre de 1995 à 2010,. Il a ensuite dirigé l'orchestre du Jay Leno Show, une émission de la même chaîne qui n'est restée que cinq mois à l'antenne en première partie de soirée.Il a composé le thème du générique de fin du Tonight Show de Jay Leno, Kevin's Country, en 1992.
Lorsque la NBC programme le Jay Leno Show à 22h00, Eubanks suit l'animateur avec son orchestre, le Tonight Show continuant avec l'animateur Conan O'Brien à 23h35. L'orchestre de Kevin Eubanks devient ainsi le Primetime Band. Le retour de Kevin Eubanks au Tonight Show après la suppression du Leno Show sera de courte durée, et il démissionne le 28 mai 2010 après dix-huit saisons à la NBC. 
Depuis il reprend une carrière de guitariste de , jouant avec des musiciens de jazz, de country, de blues.
Kevin Eubanks a été enseignant à la Banff Centre for Arts and Creativity (en) de Banff, dans la province de l'Alberta, au Canada, à l'Université Rutgers dans le New Jersey, et à la Charlie Parker School de Pérouse en Italie. 

## Prix et distinctions
- 2005 : élévation au grade de Docteur honoraire du Berklee College of Music.

## Discographie

### En tant que leader

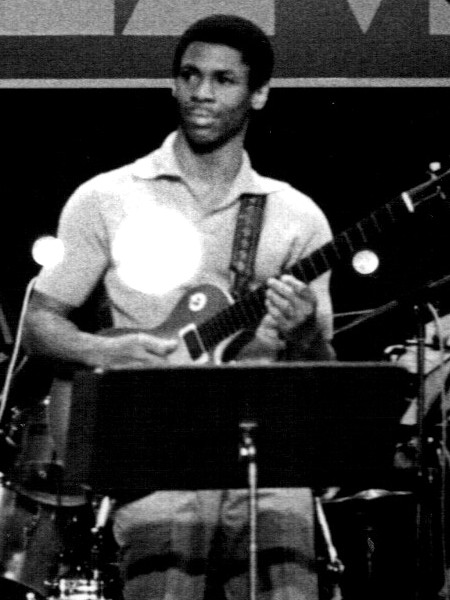
Kevin Eubanks à Montreux en 1978

- 1982 : Guitarist, (Elektra Records)
- 1984 : Sundance, (GRP Records)
- 1985 : Opening Night (GRP)
- 1986 : Face to Face (GRP)
- 1987 : Heat of Heat (GRP)
- 1988 : Shadow Prophets (GRP)
- 1990 : Promise of Tomorrow (GRP)
- 1989 : The Searcher (GRP)
- 1996 : The Best of Kevin Eubanks (GRP)
- 1992 : Turning Point (Blue Note Records)
- 1993 : Spirit Talk (Blue Note)
- 1994 : Spirit Talk 2 (Blue Note)
- 1995 : World Trio, Mino Cinelu, Kevin Eubanks, Dave Holland (Intuition Records)
- 1996 : Live at Bradley’s (Blue Note)
- 2001 : Live (Insoul Music)
- 2002 : Shrine (Insoul Music)
- 2003 : Angel (Insoul Music)
- 2003 : Slow Freight (Insoul Music)
- 2003 : Genesis (Insoul Music)
- 2006 : Soweto Sun (Insoul Music)
- 2010 : Zen Food (Mack Avenue Records)
- 2017 : East West Time Line (Mack Avenue Records)

### En tant que sideman
- 1980 : Live at Montreux and Northsea, Art Blakey and the Jazz Messengers
- 1985 : Expandable Language, Oliver Lake Quintet
- 1989 : Extensions, Dave Holland Quartet (ECM Records)
- 1991 : From Kirk to Nat, Kirk Lightsey Trio
- 2002 : Jazz is a Spirit, Terri Lyne Carrington
- 2021 : Another Land[10] , Edition Dare2 Records. Avec Dave Holland trio composé de Holland, Eubanks et Obed Calvaire.

## Filmographie

### Compositeur
- 1995: World Trio (avec Mino Cinelu et Dave Holland)
- 1996 : Psalms from the Underground
- 1996 : L'Étoile de Harlem (Rebound: The Legend of Earl 'The Goat' Manigault) (film TV)
- 1997 : The Dinner
- 1998 : The Week That Girl Died

### Acteur
- 2000 : Franc-jeu (Longshot) : musicien de jazz